# Aeroporto Humberto Delgado
Luchthaven Lissabon (Portugees: Aeroporto Humberto Delgado of Aeroporto de Lisboa) (IATA: LIS, ICAO: LPPT), ligt middenin Lissabon, de hoofdstad van Portugal en dankte zijn vroegere naam Aeroporto da Portela aan het nabijgelegen freguesia (deelgemeente) Portela (ook bekend als Portela de Sacavém).

## Activiteiten
De luchthaven is de belangrijkste internationale luchthaven voor Portugal. Het is een van de grootste luchthavens van Zuid-Europa met twee startbanen, allebei geschikt voor de Boeing 747. Tijdens de Tweede Wereldoorlog was het een neutraal vliegveld voor zowel Duitse als Britse luchtvaartmaatschappijen.
De luchthaven werd geopend op 15 oktober 1942 met vier startbanen, allemaal 1 km lang. Sinds 1962 heeft het vliegveld nog twee startbanen, een van 3805 m en een van 2400 m. Het vliegveld heeft sinds 2007 twee terminals voor de burgerluchtvaart, die verbonden zijn door een pendelbus, en een terminal voor militaire luchtvaart, onder de Portugezen beter bekend als de luchthaven van Figo Maduro.
De luchthaven heeft twee terminals, 1 en 2. Terminal 1 is de grootste en alle inkomende vluchten komen hier aan. Terminal 2 ligt op ongeveer 1 kilometer ten zuiden van terminal 1. Vluchten van enkele budgetmaatschappijen zoals Transavia vertrekken van terminal 2. Er rijden shuttlebussen tussen de twee terminals.
In 2006 handelde de luchthaven meer dan 12 miljoen passagiers en zo'n 81.000 ton luchtvracht af. De luchthaven is de belangrijkste hub voor TAP Portugal. In 2011 was het aantal passagiers gestegen naar 14,7 miljoen en in 2022 naar 28,3 miljoen.
Het vliegveld is nu helemaal omgeven door de stad, als een van de weinige in Europa. Er is dan ook een plan om een nieuw internationaal vliegveld te bouwen. Aanvankelijk was het plan deze bij Ota te bouwen, maar later is alsnog besloten de nieuwe luchthaven naar Alcochete te verplaatsen.
De beheerder van de luchthaven is Aeroportos de Portugal (ANA) en alle aandelen zijn in handen van het Franse bedrijf VINCI Airports.

## Geschiedenis
Voordat de luchthaven Portela in gebruik werd genomen, werd Lissabon bediend door een ouderwets vliegveld met de naam Campo Internacional de Aterragem (letterlijk: "Internationaal Landingsveld"), dat in 1919 werd geïnaugureerd en in 1940 werd gesloten. In de jaren '30 werden vluchten tussen Europa en Amerika uitgevoerd in watervliegtuigen. Vaak stapten passagiers in Lissabon over op normale vliegtuigen om naar hun eindbestemming te komen, aangezien Lissabon de meest westelijke hoofdstad van Europa is—en dus het dichtst bij Amerika ligt. Vanwege de toename in vluchten en de aankomende Exposição do Mundo Português ("Expositie van de Portugese wereld") besloot de Portugese regering het vliegveld om te vormen tot een grote internationale luchthaven. Er werd gepland om twee vliegvelden te bouwen, een voor de watervliegtuigen en een voor de normale vliegtuigen.
In 1938 begonnen de werkzaamheden aan de twee vliegvelden en in 1940 waren ze voltooid. De luchthaven van Portela was het landelijke vliegveld, de luchthaven van Cabo Ruivo, aan de oever van de Taag op zo'n 3 km van Portela, was voor de watervliegtuigen. Er werd speciaal een weg aangelegd tussen de twee luchthavens, de Avenida Entre-os-Aeroportos ("Weg tussen-de-vliegvelden"), de huidige Avenida de Berlim. Toen de vluchten met watervliegtuigen ophielden te bestaan, aan het einde van de jaren '50, werd het vliegveld van Cabo Ruivo gesloten.
In 2010 werd een tweede terminal geopend op het vliegveld. Aanvankelijk was deze bedoeld voor binnenlandse vluchten, maar sinds begin 2013 wordt de tweede terminal door easyJet gebruikt. In 2012 werd het metrostation van de luchthaven geopend op de rode lijn, waarmee de luchthaven nu verbonden is met het metronetwerk van de stad.

## Nieuwe luchthaven
Daarnaast liggen al lange tijd plannen voor een geheel nieuwe luchthaven buiten Lissabon. Deze plannen zijn echter in de koelkast gezet vanwege de financiële crisis. Medio 2022 besloot de regering alsnog de nieuwe luchthaven te bouwen. In 2026 wordt met de bouw van de luchthaven Alcochete begonnen en als alles volgens plan verloopt komt deze in 2035 in gebruik. Omstreeks dezelfde tijd worden de activiteiten op huidige luchthaven gestaakt en wordt deze vervolgens gesloopt.